# Двојка мачева (тарот карта)
Двојка мачева је тарот карта мале Аркане. Тарот карте се користе широм Европе за играње тарот карташких игара.
Тарот карте су се такође почеле користити у сврхе прорицања.

## Прорицање
Женска фигура седи везаних очију, док мирно држи два мача преко рамена. Иза ње је велика водена маса, а изнад ње је полумесец.
Седећи положај жене, у комбинацији са полумесецом, подсећа на карту Високе свештенице, а везу у овој карти налазимо иу приказу карактеристичне снаге интуиције. Женин повез за очи и море показују потребу да се ослањамо не на непосредне стимулусе, већ на дубље мисли и осећања, онај део несвесног ума који називамо својим вишим ја.
Њен седећи положај, када је концептуално упарен са избалансираним мачевима и повезом за очи, такође може да подсећа на карту правде . Ипак, овде концепт правде није одмазда, већ доношење одлука које су уравнотежене, моралне и у које верујемо да ће бити хармоничне унутар и изван себе.
За разлику од „преварене жене” заробљене на Осмици мачева, ова карта приказује жену која држи ствари под контролом. Сцена и дисциплина њене позе сугеришу да је ставила повез преко очију на себе ритуално, као што се ради у многим културама, како би подстакла ослањање на друга чула (на пример, употреба повеза за очи у борилачким вештинама).
Жена је слепа у својој ситуацији, али је безбедна, не само незастрашена, већ усредсређена. Она располаже моћним оружјем, али оно се не држи у положају који угрожава њу или било кога другог. Месец и море појачавају овај осећај смирености и спокоја.
Ово је карта медитације, не акције. Укрштени мачеви упућују на различите могуће судбине, међутим фигура је тренутно замишљена, и поседује страшну моћ која је штити док не пронађе правац да примени одлуку.
- two swords (expression)
- Spanish playing cards